# Granica kuwejcko-saudyjska
Granica kuwejcko-saudyjska – granica międzypaństwowa dzieląca terytoria Arabii Saudyjskiej i Kuwejtu, ciągnąca się na długości 222 kilometrów.
Granica rozpoczyna swój bieg od trójstyku granic Arabii Saudyjskiej, Iraku i Kuwejtu na zachód od ar-Ruqai (29°6′ N, 46°33′ E, na terenie uedu Awjat al Bāţin). Początkowo biegnie linią prostą w kierunku wschodnim. Po 90 kilometrach przybiera kierunek południowo-wschodni, by po 62 kilometrach z powrotem przyjąć kierunek wschodni, biegnąc linią prostą do brzegu Zatoki Perskiej (Qasr), na północny zachód od przylądka Ras Bard Halq.
Granica wytyczona została w 1922 roku traktatem w Al-Ukajr. Utworzoną wówczas strefę neutralną nad Zatoką Perską podzielono między oba państwa w 1963 roku.